# 西和县第一中学
西和县第一中学是中国甘肃省西和县的一所高级中学。
创建于1944年，原在汉源镇南关夫子庙。1981年迁到汉源镇文园新村71号。2002年成为独立高中。